# Gura Putnei, Suceava
Gura Putnei (germană Karlsberg) este un sat în comuna Putna din județul Suceava, Bucovina, România. A fost înființată de coloniștii germani.

## Recensământul din 1930
Componența etnică a satului Gura Putnei
     Germani (98%)
     Evrei (1,4%)
     Altă etnie (0,6%)
Componența confesională a satului Gura Putnei
     Romano-catolici (97,55%)
     Mozaici (1,4%)
     Evanghelici/Luterani (0,55%)
     Altă religie (0,5%)
Conform recensământului efectuat în 1930, populația satului Gura Putnei se ridica la 1.569 locuitori. Majoritatea locuitorilor erau germani (98,0%), cu o minoritate de evrei (1,4%). Alte persoane s-au declarat: ruși (2 persoane), polonezi (3 persoane) și români (6 persoane). Din punct de vedere confesional, majoritatea locuitorilor erau romano-catolici (97,55%), dar existau mozaici (1,4%) și evanghelici\luterani (0,55%) . Alte persoane au declarat: greco-catolici (4 persoane) și ortodocși (6 persoane).

 Acest articol despre o localitate din județul Suceava este deocamdată un ciot. Puteți ajuta Wikipedia prin completarea lui.